# Герб Мурашинского района
Герб муниципального образования «Мурашинский район» — опознавательно-правовой знак, составленный и употребляемый в соответствии с правилами геральдики, служащий символом муниципального района «Мурашинский район» Кировской области Российской Федерации.

## Описание герба
Описание герба:
В зелёном поле два выходящих сверху и снизу дважды зазубренных узких серебряных стропила, соприкасающихся вершинами в центре щита, поверх всего железнодорожное крылатое золотое колесо, придерживаемое за крылья двумя стоящими на четырёх лапах сообращёнными золотыми муравьями с червлёными глазами.

## Обоснование символики
Обоснование символики герба:
Гласный герб. Своё название Мурашинский район получил от города Мураши, районного центра, а «мураши» — маленькие муравьи. Муравей служит символом трудолюбия, выносливости, сплочённости, коллективизма, кропотливого созидательного труда. Два муравья также символизируют и то, что район составляют два поселения — городское и сельское. Мурашинский район славится лесными богатствами, которые символизируют фигуры, контуры которых напоминают ели. Кроме того, всё, что связано с лесодобычей и лесопереработкой, отражено основным — зелёным — цветом щита.

Начало и развитие станция Мураши, а позднее и Мурашинский район получили с появлением железной дороги Вятка — Котлас, которая и сегодня имеет важное социально-экономическое значение не только для Кировской области, но и для всего северо-востока Европейской части России. Значение железной дороги для района символически отражено в гербе золотым крылатым железнодорожным колесом.

## История создания
- 26 июня 2013 — герб района утверждён решением Мурашинской районной Думы[2][1].